# Paté d'animo
Paté d'animo è il primo e unico album dell'attore e conduttore televisivo Claudio Bisio, pubblicato nel 1991 dalla Hukapan Records, etichetta di Elio e le Storie Tese. Il titolo è un calembour tra le parole pâté e patema.
In un'intervista concessa poco dopo l'uscita del disco, il comico e cabarettista novese affermò di considerarlo "uno scherzo di lusso" e che non avrebbe mai più realizzato opere discografiche.

## Descrizione
Contiene una cover di Think, noto brano interpretato in origine da Aretha Franklin.
L'album ha ottenuto un buon successo grazie anche al singolo Rapput, tormentone estivo di quell'anno, anche con l'ideale sequel dello stesso successo, che apre l'ascolto. La supervisione di Rocco Tanica, alle prese con numerose campionature di brani famosi, sottolinea l'aspetto satirico e goliardico dell'intero album, che gioca anche su una palese quanto ironica autocelebrazione del personaggio Bisio, dipinto come una vera rockstar, con tanto di jingle personalizzati.
Alla realizzazione del disco, oltre al citato Rocco Tanica, hanno collaborato altri membri degli Elio e le Storie Tese: Feiez ha curato le registrazioni e il mixaggio, Cesareo ha suonato la chitarra in La droga fa male e Elio ha duettato con Bisio in Germano, i sellini e sua madre. Inoltre l'album è stato prodotto dallo storico produttore dei primi album degli Elii Otar Bolivecic.
Sapore di pinne rappresenta il seguito ideale di Rapput, in cui sia i pescatori greci che Giovanna (interpretata da Angela Finocchiaro), amica della fidanzata di Bisio, raccontano la propria versione della vacanza in Grecia. Contiene una strofa campionata da Questo piccolo grande amore di Claudio Baglioni.
Alfonso 2000, presentato come "il flipper della nuova generazione" fa parlare un ipotetico flipper che ne dice di tutti i colori al giocatore di turno, salvo poi subire l'identica sorte del computer HAL 9000 di 2001 Odissea nello Spazio: altre citazioni presenti, sotto forma di campionature, sono Stayin' alive dei Bee Gees e Viva la pappa col pomodoro di Rita Pavone.
Guglielma [che vita di melma] ironizza fino al parossismo sugli abbinamenti più bizzarri tra nomi e cognomi italiani. Nel corso del pezzo Bisio fa un'imitazione di Francesco Guccini, dapprima cantando due versi "alla maniera di" (Gugli, tu ci provi a vendicarti, ma non fai che inimicarti / chi il destino ha nominato tuo compagno di sventura), e poi chiudendo il brano con il nome forse più emblematico tra quelli citati, Gilberto Merda.
La droga fa male fa riferimento alle campagne contro l'uso di droghe leggere, indicando anche una notizia diffusa pochi anni prima che riguardava Claudio Martelli, che era legata allo stesso argomento con tanto di autocensura in chiave ironica.
La Boutique della ricotta è una parodia degli spot pubblicitari di piccole aziende trasmesse in genere sulle televisioni locali lombarde negli anni Ottanta.
Le donne di Tunisi è la parodia de Le donne di Modena di Francesco Baccini (che, secondo quanto dichiarato da Bisio in un'intervista, apprezzò il riferimento umoristico al suo brano), tratta da un finto spettacolo dal vivo, dove Rocco Tanica stavolta partecipa anche in voce, esaltando le scelte comiche che hanno trasformato il testo della canzone.
I brani La droga fa male, Think e Rapput sono stati eseguiti dal vivo nello spettacolo Coèsi se vi pare, proposto in varie città italiane da Elio e le Storie Tese, insieme allo stesso Bisio, dal 28 giugno al 28 luglio 2006.

## Tracce
Testi di Claudio Bisio e Sergio Conforti, musiche di Sergio Conforti, eccetto dove indicato.
1. Sapore di pinne (Il figlio di Rapput) (feat. Angela Finocchiaro) – 4:41
2. Alfonso 2000 – 4:35
3. Guglielma (Che vita di melma) (feat. Laura Pone) – 4:31
4. La droga fa male (feat. Cesareo e Peev Agliato) – 5:03
5. Paté d'animo (Introducing Rapput) – 1:19
6. La boutique del formaggio – 0:49 (Michele Tadini)
7. Rapput (Monte Athos Mix) – 4:46
8. Think (feat. Thyl White) – 4:28 (Aretha Franklin, Ted White)
9. Stachêin Yourself – 1:32 (canzone popolare della zona di Novi Ligure)
10. Essa, Gace; Eddie, Vertente (Michele Tadini)
11. Le donne di Tunisi (Le donne di Modena) (feat. Rocco Tanica) – 3:51 (Francesco Baccini)
12. Viva la gente – 0:21
13. Germano, i sellini e sua madre (feat. Elio e Rossana Casale) – 3:20
14. L'urlo – 2:36 (Claudio Bisio)
15. Rapput (Live at Zelig) – 5:01

## Formazione
- Claudio Bisio - voce, rapping
- Rocco Tanica - produzione, campionamenti, voce (tracce 3 e 11), tastiera (traccia 11), arrangiamenti (tracce 2, 7, 9 e 12)
- Michele Tadini - arrangiamenti
- Paolo Panigada - ingegneria del suono, registrazione, missaggio
- Otar Bolivecic - direzione progetto
- Maurizio Camagna - editing, mastering
- Marti Jane Robertson - ingegneria del suono
- Ignazio Morviducci - assistenza all'ingegneria del suono
- Massimo Pellegrini - assistenza all'ingegneria del suono
- Alessandra Callari - graphic design
- Giovanni Cabassi - fotografia
- Massimo Rana - fotografia
- Angela Finocchiaro - voce (traccia 1)
- Cesareo - chitarra elettrica (traccia 4)
- Peev Agliato - voce (traccia 4)
- Thyl White - voce (traccia 8)
- Elio - voce (traccia 13)